# گیتانجلی (فیلم ۱۹۸۵)
گیتانجلی (انگلیسی: Geethanjali) فیلم هندی به زبان تامیلی و به کارگردانی کی.رانگراج است. نقش‌های اصلی فیلم را مورالی، ساتیاراج، بهاویا و نالینی بازی کرده‌اند.

## پیوند بیرونی
- گیتانجلی در بانک اطلاعات اینترنتی فیلم‌ها (IMDb)